# روسولا وردية
روسولا وردية (الاسم العلمي: Russula rosea) هي نوع من الفطريات تتبع جنس الروسولا من الفصيلة الروسولية.